# Tiakola

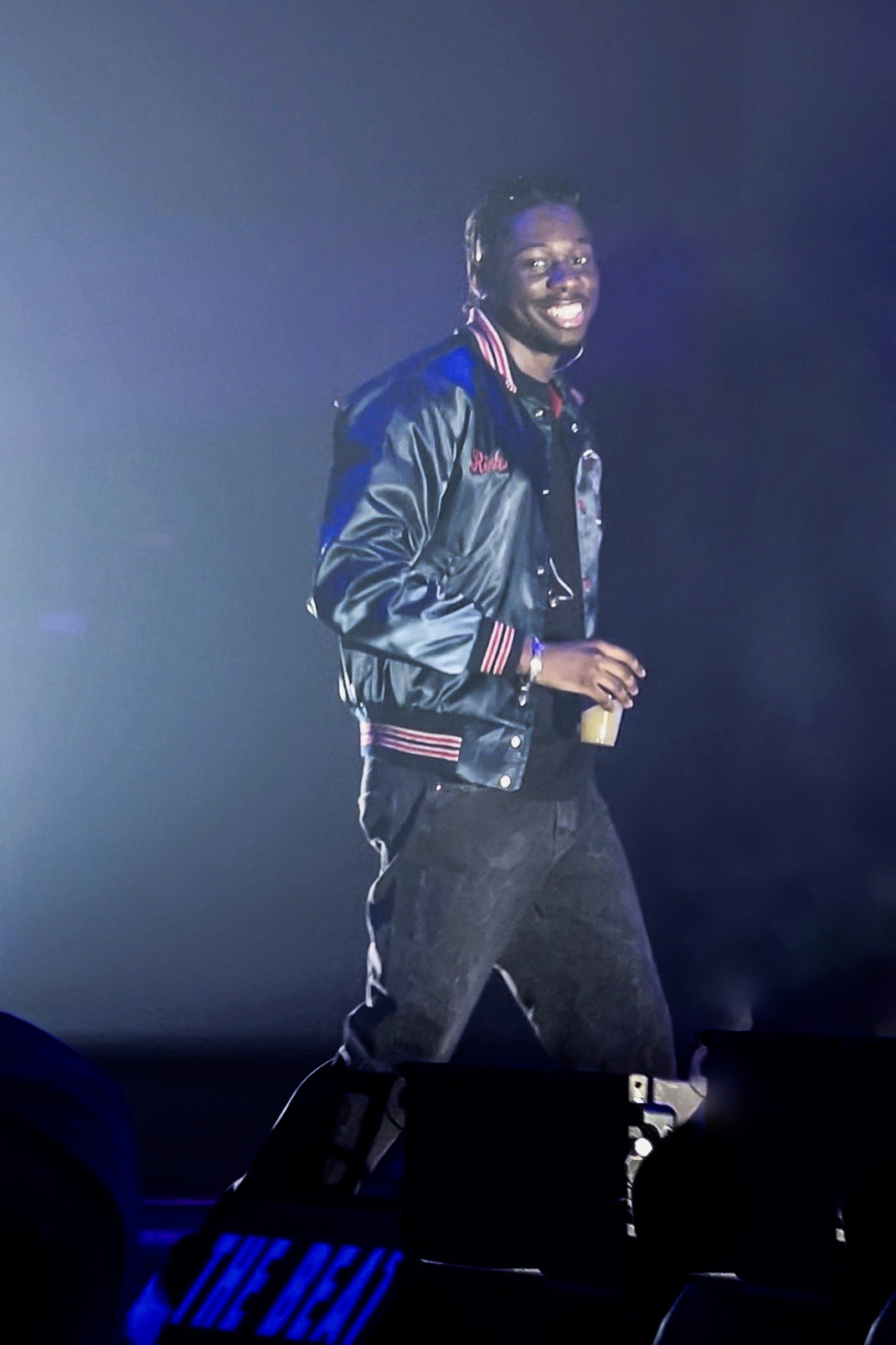
Tiakola, 2022

Tiakola (* 4. Dezember 1999 in Bondy; bürgerlich William Mundala) ist ein französischer Rapper, der als Teil der Rapcrew 4Keus bekannt wurde.

## Leben
Tiakola spielte seit seinem fünften Lebensjahr bei Fußballverein Le Bourget und sollte ursprünglich eine Sportkarriere einschlagen. Mit 16 Jahren entschied er sich, auch aufgrund der Konkurrenz im Fußball, eine Musikkarriere zu starten.

## Karriere
2015 gründete er zusammen mit Bné, Djeffi Jack und HK die Hip-Hop-Crew 4Keus, mit der er erste Charterfolge in Frankreich erreichte. Dort erhielt er den Spitznamen La Melo (dt. die Melodie).
Im Jahr 2022 veröffentlichte er sein Solo-Debütalbum Mélo, mit dem er Platz eins der französischen Charts erreichte.

## Diskografie
StudioalbenTiakola/Diskografie